# 마스크 (1987년 영화)
《마스크》(Masques, Masks)는 프랑스에서 제작된 끌로드 샤브롤 감독의 1987년 영화이다. 필립 느와레 등이 주연으로 출연하였고 마린 카미츠 등이 제작에 참여하였다. 제37회 베를린 국제영화제에 출품되었다.

## 출연

### 주연
- 필립 느와레
- 로빈 레누시

### 조연
- 베르나데트 라퐁
- 모니크 쇼메트
- 안느 브로쉐
- 로저 뒤마
- 피에르 프랑소와 듀메니오드
- 르네 마작
- 미셀 듀퍼이
- 헨리 아탈
- 도미니크 자르디

## 기타
- 미술: 프랑수아 베누아 프레스코
- 의상: 마갈리 후스티에-드레이